# Асоцијација играча Националне хокејашке лиге
Асоцијација играча Националне хокејашке лиге (енгл. National Hockey League Players' Association) или (НХЛПА) (енгл. NHLPA) је удружење професионалних хокејаша који наступају у Националној хокејашкој лиги (НХЛ), Асоцијација је основана 1967. године и задатак јој је да преговара и контролише реализацију уговора играча са лигом. Другим речима, то је синдикат који брине о интересима НХЛ играча.
Чланови сваког НХЛ клуба бирају заступника и његовог заменика. Заступници свих клубова имају право гласа у извршном одбору удружења. Извршни директор је такође члан извршног одбора али без права гласа.

## Историја

### Први покушај (1957—1959)
НХЛПА је формирана 1957. године од стране Теда Линдзија из Детроит ред вингса и Дага Харвија из Монтреал канадијенса, након што је лига одбила да објави финансијске детаље пензионог плана. Власници су саботирали регистрацију удружења тако што су, или трејдовали играче умешане у организовање синдиката, или су их слали у нижелигашке филијале. Након вансудског договора због притужби неколицине играча, играчи су одбацили идеју за формирање организације. Линдзијеви проблеми и напори НХЛ-а да разбије удружење касније су екранизовани у телевизијском филму "Вредност мреже" (енгл. Net Worth) снимљеном 1995. године.

### Ера Алена Иглсона (1967–1991)
Асоцијација је формирана у јуну 1967. године на састанку представника шест НХЛ клубова где је за првог председника изабран Боб Палфорд а на место извршног директора постављен Ален Иглсон.
Да би спречили да нови синдикат доживи судбину од претходног покушаја, Палфорд се састао са власницима НХЛ клубова захтевајући да признају ново удружење или ће затражити званично признање од стране канадског одбора за радне односе. Осим тога, играчи су захтевали гаранције да нико од њих неће бити кажњен због чланства у синдикату. Власници тимова су пристали а заузврат НХЛПА се обавезала да ће заступати најмање две трећине активних играча у лиги и да ће се играчи суздржавати од будућих штрајкова док им трају уговори, осим у случају да власници клубова наруше нека од договорених права.

### Ера Боба Гудинауа (1992–2005)
Иглстон је остао до 1991. године када су га играчи сменили и на његово место довели америчког менаџера Боба Гудинауа. Иглстон је морао да се суочи са оптужбама које су се односиле на његов рад у НХЛПА а 6. јануара 1998. године суд у Бостону га је прогласио кривим због преваре по три тачке оптужнице и одредио да мора да плати 1.000.000 канадских долара одштете. Наредног дана, у Торонту, Иглстон ја опет проглашен кривим због преваре по три тачке оптужнице и осуђен на 18 месеци затвора.
Боб Гудинау ће покушати да поврати достојанство и част асоцијације у периоду од успешних 13 година службе у НХЛПА као извршни директор. Он је водио играче у штрајк 1992. који је највише допринео да играчи остваре комерцијална права на употребу њихових фотографија. Био ја на челу наредног локаута играча у сезони 1994/95. до коначног договора са лигом. Деценију касније, у сезони 2004/05, лига је увела нови локаут који је постао први у историји северноамеричких професионалних спортских лига због ког је отказана читава сезона. По окончању тог локаута Гудинау је поднео оставку јула 2005. године.

### Ера Теда Саскина (2005–2007)
По одласку Гудинауа, чланови асоцијације окренули су се ка његовом наследнику, дугогодишњем директору НХЛПА, Теду Саскину, водећи се његовим искуствима унутар удружења.
Управни одбор НХЛПА је 10. маја 2007. раскинуо уговор са Саскином као извршним директором и главним саветником због наводних дела злоупотребе. Торонтов адвокат за радничка права Крис Палиер закључио је да су Саскин и Кен Ким у периоду од септембра 2005. па до јануара 2007. тајно приступали мејловима играча.

### Ера Пола Келија (2007–2009)
Извршни одбор НХЛПА је 28. јуна 2007. одабрао Мајкла Камалерија, Криса Челиоса, Шона Хоркофа, Ерика Линдроса и Робина Регера да формирају верификациону комисију за избор новог извршног директора. Комисија је разматрала биографије стотина кандидата.
Комисија је препоручила да Пол Кели, суоснивач адвокатске канцеларије "Кели, Либи и Хупс" (енгл. Kelly, Libby and Hoopes) из Бостона, постане четврти извршни директор од настанка синдиката 1967 године. Тајним гласањем, представници играча потврдили су препоруку комисије а Кели је представљен јавности на конференцији за медије 24. октобра 2007.
Пол Кели је отпуштен из НХЛПА 31. августа 2009. године.
Привремени извршни директор Ијан Пени поднео је оставку 30. октобра 2009.

### Ера Доналда Фера (од 2010)
Након Пенијеве оставке НХЛПА је остала без чврстог вођства. Крајем августа 2010. увелико се шпекулисало да би бивши извршни директор синдиката бејзбол играча МЛБ-а (МЛБПА) Доналд Фер могао бити именован на ову позицију. Пошто су гласине кулминирале 26. августа званичници НХЛПА су јавно одбацили те наводе као гласине и изјавили да се никакав конкретан договор не постоји између синдиката и Доналда Фера. У сваком случају, Фер је званично именован за извршног директора 18. децембра 2010. године.
6. јануара 2012. НХЛПА је одбацила финансијски план лиге што је отворило дискусију о колективном уговору.
Пошто договор о новом колективном уговору није постигнут, 15. септембра 2012. долази до новог локаута који је доводио у питање почетак сезоне 2012/13. Три месеца касније, 14. децембра, НХЛ је поднео тужбу против НХЛПА пред окружним судом САД у Њујорку тражећи да суд оспори легитимитет штрајка. Такође су поднели жалбу Националном одбору за радничка права због некоректног односа према раду, тврдећи да синдикат минира и злоупотребљава процес преговора око колективног уговора.
6. јануара, НХЛПА и НХЛ постигли су начелан договор којим је окончан локаут. НХЛПА је прихватила предлог лиге за реорганизацију која би ступила на снагу од сезоне 2013/14.

## Циљеви
Хокеј је спорт од изузетног историјског значаја чији играчи активно учествују у интегритету и развоју ове игре. НХЛПА је признала заоставштину из 1950-тих и рад првог председника асоцијације играча Теда Линдзија и као наследник помогла да се оснује НХЛ Алумни удружење које брине о правима бивших играча. Циљ асоцијације је да настави борбу за права играча, омасови и ојача своје чланство и одржи корак са светом професионаллног хокеја.

## Организација
Док су менаџмент и свакодневне активности у надлежности извршног директора асоцијације, контролу над свим активностима имају сами играчи чланови. Једном годишње играчи свих клубова у НХЛ-у бирају међусобно по једног представника и његовог заменика који ће их представљати унутар синдиката. Они заједно са директором асоцијације чине извршни одбор који доноси све одлуке с тим да директор једини нема право гласа.

## Корисни линкови
- Асоцијација играча НХЛ-а (НХЛПА)
- Национална хокејашка лига (НХЛ)